# Lijst van premiers van Rusland
De premier van Rusland (Russisch: премьер-министр) is de regeringsleider van Rusland.
Tijdens het Russische Rijk werd de voorzitter van de Russische Raad van Ministers, premier genoemd, benoemd door de tsaar; zijn voorganger, de voorzitter van de Commissie van Ministers, had geen werkelijke macht.
In de Sovjetperiode was tot 1946 de voorzitter van de Raad van Volkscommissarissen de regeringsleider en vanaf 1946 de Voorzitter van de Raad van Ministers. Soms werden de bekleders van deze functie ook aangeduid met premier.
Sedert het uiteenvallen van de Sovjet-Unie wordt de premier benoemd door de president van Rusland. In januari 2020 kondigde president Vladimir Poetin evenwel een grondwetswijziging aan die ertoe zou moeten leiden dat de premier in de toekomst door het parlement zal worden voorgedragen. De uitvoerende macht zou ook grotendeels verschuiven van de president naar de premier.

## Premiers van Rusland (1905-heden)

### Premiers vanRuslandvan 1905 tot 1917
| Premier | Premier                              | Ambtstermijn      | Ambtstermijn      |
| ------- | ------------------------------------ | ----------------- | ----------------- |
|         | Graaf Sergej Witte (1849-1915)       | 6 november 1905   | 5 mei 1906        |
|         | Ivan Goremykin (1839-1917)           | 5 mei 1906        | 21 juli 1906      |
|         | Pjotr Stolypin (1862-1911)           | 21 juli 1906      | 18 september 1911 |
|         | Graaf Vladimir Kokovtsov (1853-1943) | 18 september 1911 | 12 februari 1914  |
|         | Ivan Goremykin (1839-1917)           | 12 februari 1914  | 2 februari 1916   |
|         | Boris Stürmer (1848-1917)            | 2 februari 1916   | 23 november 1916  |
|         | Aleksandr Trepov (1862-1928)         | 23 november 1916  | 9 januari 1917    |
|         | Nikolaj Golitsyn (1850-1925)         | 9 januari 1917    | 12 maart 1917     |

### Minister-Voorzitters van deVoorlopige Regering(1917)
| Minister-Voorzitter | Minister-Voorzitter            | Ambtstermijn  | Ambtstermijn    | Partij                               | Partij |
| ------------------- | ------------------------------ | ------------- | --------------- | ------------------------------------ | ------ |
|                     | Knjaz Georgi Lvov (1861-1925)  | 23 maart 1917 | 21 juli 1917    | Constitutioneel-Democratische Partij |        |
|                     | Aleksandr Kerenski (1881-1970) | 21 juli 1917  | 8 november 1917 | Sociaal-Revolutionaire Partij        |        |

### Premiers van deRSFSR(1917-1991)
| Premier | Premier                         | Ambtstermijn      | Ambtstermijn      | Partij | Partij |
| ------- | ------------------------------- | ----------------- | ----------------- | ------ | ------ |
|         | Vladimir Lenin (1870-1924)      | 8 november 1917   | 21 januari 1924   | CPSU   |        |
|         | Aleksej Rykov (1881-1938)       | 2 februari 1924   | 18 mei 1929       | CPSU   |        |
|         | Sergej Syrtsov (1893-1937)      | 18 mei 1929       | 3 november 1930   | CPSU   |        |
|         | Danil Sulimov (1890-1937)       | 3 november 1930   | 22 juli 1937      | CPSU   |        |
|         | Nikolaj Boelganin (1895-1975)   | 22 juli 1937      | 17 september 1938 | CPSU   |        |
|         | Vasili Vachroesjev (1902-1947)  | 17 september 1938 | 2 juni 1940       | CPSU   |        |
|         | Ivan Chochlov (1895-1973)       | 2 juni 1940       | 23 juni 1943      | CPSU   |        |
|         | Aleksej Kosygin (1904-1980)     | 23 juni 1943      | 23 maart 1946     | CPSU   |        |
|         | Michail Rodionov (1907-1950)    | 23 maart 1946     | 9 maart 1949      | CPSU   |        |
|         | Boris Tsjernoesov (1908-1978)   | 9 maart 1949      | 20 oktober 1952   | CPSU   |        |
|         | Aleksandr Poezanov (1906-1998)  | 20 oktober 1952   | 24 januari 1956   | CPSU   |        |
|         | Michail Jasnov (1956-1957)      | 24 januari 1956   | 19 december 1957  | CPSU   |        |
|         | Frol Kozlov (1908-1965)         | 19 december 1957  | 23 maart 1958     | CPSU   |        |
|         | Dmitri Polianski (1917-2001)    | 23 maart 1958     | 23 november 1962  | CPSU   |        |
|         | Gennadi Voronov (1962-1971)     | 20 december 1962  | 23 juli 1971      | CPSU   |        |
|         | Michail Solomentsev (1913-2008) | 28 juli 1971      | 24 juni 1983      | CPSU   |        |
|         | Vitali Vorotnikov (1926-2012)   | 24 juni 1983      | 3 oktober 1988    | CPSU   |        |
|         | Aleksandr Vlasov (1932-2002)    | 3 oktober 1988    | 15 juni 1990      | CPSU   |        |
|         | Ivan Silajev (1930-2023)        | 15 juni 1990      | 26 september 1991 | CPSU   |        |
|         | Oleg Lobov (waarnemend)         | 26 september 1991 | 6 november 1991   | CPRF   |        |

## Premiers van deRussische Federatie(1991–heden)
| Nr.   | Premier van Rusland | Premier van Rusland  | Premier van Rusland              | Ambtstermijn      | Ambtstermijn      | Partij(en) | Kabinet(en)                 | President                    |
| ----- | ------------------- | -------------------- | -------------------------------- | ----------------- | ----------------- | ---------- | --------------------------- | ---------------------------- |
| 1     |                     | Boris Jeltsin        | Boris Jeltsin (1931–2007)        | 6 november 1991   | 15 juni 1992      | O          | Jeltsin-Gajdar              | Boris Jeltsin (1991–1999)    |
| [ 1 ] |                     | Jegor Gajdar         | Jegor Gajdar (1956–2009)         | 15 juni 1992      | 14 december 1992  | O          | Jeltsin-Gajdar              | Boris Jeltsin (1991–1999)    |
| 2     |                     | Viktor Tsjernomyrdin | Viktor Tsjernomyrdin (1938–2010) | 14 december 1992  | 23 maart 1998     | NDR        | Tsjernomyrdin I             | Boris Jeltsin (1991–1999)    |
| 2     | Tsjernomyrdin II    | Viktor Tsjernomyrdin | Viktor Tsjernomyrdin (1938–2010) | 14 december 1992  | 23 maart 1998     | NDR        |                             | Boris Jeltsin (1991–1999)    |
| [ 1 ] |                     | Boris Jeltsin        | Boris Jeltsin (1931–2007)        | 23 maart 1998     | 24 april 1998     | O          |                             | Boris Jeltsin (1991–1999)    |
| 3     |                     | Sergej Kirijenko     | Sergej Kirijenko (1962)          | 24 april 1998     | 23 augustus 1998  | O          | Kirijenko                   | Boris Jeltsin (1991–1999)    |
| [ 1 ] |                     | Viktor Tsjernomyrdin | Viktor Tsjernomyrdin (1938–2010) | 23 augustus 1998  | 11 september 1998 | NDR        | Kirijenko                   | Boris Jeltsin (1991–1999)    |
| 4     |                     | Jevgeni Primakov     | Jevgeni Primakov (1929–2015)     | 11 september 1998 | 12 mei 1999       | OVR        | Primakov                    | Boris Jeltsin (1991–1999)    |
| 5     |                     | Sergej Stepasjin     | Sergej Stepasjin (1952)          | 12 mei 1999       | 9 augustus 1999   | O          | Stepasjin                   | Boris Jeltsin (1991–1999)    |
| 6     |                     | Vladimir Poetin      | Vladimir Poetin (1952)           | 9 augustus 1999   | 7 mei 2000        | V          | Poetin I                    | Boris Jeltsin (1991–1999)    |
| 6     | Poetin I            | Vladimir Poetin      | Vladimir Poetin (1952)           | 9 augustus 1999   | 7 mei 2000        | V          | Vladimir Poetin (1999–2008) |                              |
| 7     |                     | Michail Kasjanov     | Michail Kasjanov (1957)          | 7 mei 2000        | 24 februari 2004  | O          | Vladimir Poetin (1999–2008) | Kasjanov                     |
| [ 1 ] |                     | Viktor Christenko    | Viktor Christenko (1957)         | 24 februari 2004  | 5 maart 2004      | O          | Vladimir Poetin (1999–2008) | Kasjanov                     |
| 8     |                     | Michail Fradkov      | Michail Fradkov (1950)           | 5 maart 2004      | 14 september 2007 | O          | Vladimir Poetin (1999–2008) | Fradkov                      |
| 9     |                     | Viktor Zoebkov       | Viktor Zoebkov (1941)            | 12 september 2007 | 7 mei 2008        | VR         | Vladimir Poetin (1999–2008) | Zoebkov                      |
| (6)   |                     | Vladimir Poetin      | Vladimir Poetin (1952)           | 7 mei 2008        | 7 mei 2012        | VR         | Poetin II                   | Dmitri Medvedev (2008–2012)  |
| 10    |                     | Dmitri Medvedev      | Dmitri Medvedev (1965)           | 7 mei 2012        | 16 januari 2020   | VR         | Medvedev I                  | Vladimir Poetin (2012–heden) |
| 10    | Medvedev II         | Dmitri Medvedev      | Dmitri Medvedev (1965)           | 7 mei 2012        | 16 januari 2020   | VR         |                             | Vladimir Poetin (2012–heden) |
| 11    |                     | Michail Misjoestin   | Michail Misjoestin (1966)        | 16 januari 2020   | heden             | O          | Misjoestin                  | Vladimir Poetin (2012–heden) |